# Louise Hazel
Louise Hazel (ur. 6 października 1985 w Southwark) – brytyjska lekkoatletka specjalizująca się w wielobojach.
W 2005 roku zajęła dziewiętnastą lokatę w młodzieżowych mistrzostwach Europy, a rok później była siedemnasta na mistrzostwach Europy. Ponownie na siedemnastym miejscu uplasowała się w 2007 roku podczas kolejnego młodzieżowego czempionatu Starego Kontynentu. Brała udział w mistrzostwach świata w Berlinie (2009). Największy sukces w dotychczasowej karierze odniosła w 2010 zwyciężając w igrzyskach Wspólnoty Narodów. W 2012 startowała na igrzyskach olimpijskich w Londynie, na których zajęła 26. miejsce. Medalistka mistrzostw kraju oraz reprezentantka Wielkiej Brytanii w pucharze Europy w wielobojach lekkoatletycznych i meczach międzypaństwowych.
Rekord życiowy w siedmioboju: 6156 pkt. (9 października 2010, Nowe Delhi) / 6166w pkt. (17 lipca 2011, Ratingen). 

## Osiągnięcia
| Rok  | Impreza                                | Miejsce    | Lokata      | Wynik     |
| ---- | -------------------------------------- | ---------- | ----------- | --------- |
| 2004 | Superliga pucharu Europy w wielobojach | Hengelo    | 21. miejsce | 5264 pkt. |
| 2005 | Młodzieżowe mistrzostwa Europy         | Erfurt     | 19. miejsce | 4422 pkt. |
| 2006 | Superliga pucharu Europy w wielobojach | Arles      | 17. miejsce | 5717 pkt. |
| 2006 | Mistrzostwa Europy                     | Göteborg   | 17. miejsce | 5894 pkt. |
| 2007 | Młodzieżowe mistrzostwa Europy         | Debreczyn  | 17. miejsce | 4736 pkt. |
| 2008 | Superliga pucharu Europy w wielobojach | Hengelo    | 25. miejsce | 4991 pkt. |
| 2009 | Mistrzostwa świata                     | Berlin     | 14. miejsce | 6008 pkt. |
| 2010 | Igrzyska Wspólnoty Narodów             | Nowe Delhi | 1. miejsce  | 6156 pkt. |
| 2011 | Mistrzostwa świata                     | Taegu      | 14. miejsce | 6149 pkt. |
| 2012 | Igrzyska olimpijskie                   | Londyn     | 26. miejsce | 5856 pkt. |